# Neoscona oriemindoroana
Espèce
Neoscona oriemindoroana est une espèce d'araignées aranéomorphes de la famille des Araneidae.

## Distribution
Cette espèce est endémique de Mindoro aux Philippines.

## Description
Le mâle holotype mesure 9,66 mm.

## Publication originale
- Barrion & Litsinger, 1995 : Riceland Spiders of South and Southeast Asia. CAB International, Wallingford, p. 1-700.